# QR 분해
선형대수학에서 QR 분해(영어: QR decomposition, QR factorization)는 실수 성분 정사각 행렬을 직교 행렬와 상삼각 행렬의 곱으로 나타내는 행렬 분해 {\displaystyle M=QR}이다. 그람-슈미트 과정이나 하우스홀더 행렬이나 기븐스 회전을 통해 얻을 수 있으며, 선형 최소 제곱법이나 QR 알고리즘 따위에서 쓰인다.

## 정의
실수체 또는 복소수체 {\displaystyle \mathbb {K} } 성분의 {\displaystyle m\times n} 행렬 {\displaystyle M}은 항상 다음과 같이 분해할 수 있으며, 이를 {\displaystyle M}의 (두꺼운) QR 분해(영어: (thick) QR decomposition)라고 한다.:246, Theorem 5.2.1
{\displaystyle M=QR}
여기서
- {\displaystyle Q}는 {\displaystyle \mathbb {K} } 성분의 {\displaystyle m\times m} 정사각 행렬이며, {\displaystyle Q}의 열들은 그 선형 생성의 정규 직교 기저를 이룬다. 즉, {\displaystyle Q}는 {\displaystyle \mathbb {K} =\mathbb {R} }일 때 직교 행렬, {\displaystyle \mathbb {K} =\mathbb {C} }일 때 유니터리 행렬이다.
- {\displaystyle R}는 {\displaystyle \mathbb {K} } 성분의 {\displaystyle m\times n} 행렬이며, {\displaystyle i>j}에 대하여 {\displaystyle R_{ij}=0}이다. 즉, 상삼각 행렬이다.

### 얇은 분해
실수체 또는 복소수체 {\displaystyle \mathbb {K} } 성분의 {\displaystyle m\times n} 행렬 {\displaystyle M}에 대하여, 만약 {\displaystyle m\geq n}이라면, {\displaystyle M}을 다음과 같이 분해할 수 있으며, 이를 {\displaystyle M}의 얇은 QR 분해(영어: thin QR decomposition, reduced QR decomposition)라고 한다.:248, Theorem 5.2.3
{\displaystyle M=Q'R'}
여기서
- {\displaystyle Q'}은 {\displaystyle \mathbb {K} } 성분의 {\displaystyle m\times n} 행렬이며, {\displaystyle Q'}의 열들은 그 선형 생성의 정규 직교 기저를 이룬다. 그러나, 정사각 행렬일 필요가 없으므로 직교 행렬이나 유니터리 행렬이 아닐 수 있다.
- {\displaystyle R'}은 {\displaystyle \mathbb {K} } 성분의 {\displaystyle n\times n} 상삼각 행렬이다.

물론, 정사각 행렬의 경우 ({\displaystyle m=n}) QR 분해와 얇은 QR 분해를 구분할 필요가 없다. 얇은 QR 분해는 QR 분해의 특수한 경우이다. 구체적으로, {\displaystyle m\geq n}이며, QR 분해 {\displaystyle M=QR}가 주어졌다고 하자. {\displaystyle Q'}이 {\displaystyle Q}의 첫 {\displaystyle n}열 들로 이루어진 {\displaystyle m\times n} 행렬, {\displaystyle R'}이 {\displaystyle R}의 첫 {\displaystyle n}행들로 이루어진 {\displaystyle n\times n} 행렬이라고 하였을 때,
{\displaystyle Q={\begin{pmatrix}Q'&Q''\end{pmatrix}}}
{\displaystyle R={\begin{pmatrix}R'\\0\end{pmatrix}}}
이므로
{\displaystyle M=QR={\begin{pmatrix}Q'&Q''\end{pmatrix}}{\begin{pmatrix}R'\\0\end{pmatrix}}=Q'R'+Q''0=Q'R'}
이며, 이는 {\displaystyle M}의 얇은 QR 분해를 이룬다. 또한, 모든 얇은 QR 분해는 이러한 방식으로 얻을 수 있다.

### 가역 행렬과 유일성
다음 두 조건이 서로 동치이다.
- {\displaystyle \operatorname {rank} M=n}. 여기서 {\displaystyle \operatorname {rank} }는 행렬 계수이다.
- {\displaystyle M}의 열들이 선형 독립 집합을 이룬다.

또한, 이 조건은 {\displaystyle m\geq n}을 함의한다. {\displaystyle m=n}인 경우, 추가로 다음 조건이 이와 동치이다.
- {\displaystyle M}은 가역 행렬이다.

만약 {\displaystyle \operatorname {rank} M=n}이라면, 다음이 성립한다.
- {\displaystyle Q}의 열들은 {\displaystyle M}의 열들의 선형 생성의 정규 직교 기저를 이룬다. 보다 일반적으로, {\displaystyle k=1,\dots ,n}에 대하여, {\displaystyle Q}의 첫 {\displaystyle k}열은 {\displaystyle M}의 첫 {\displaystyle k}열들의 선형 생성의 정규 직교 기저를 이룬다. {\displaystyle M}의 {\displaystyle j}번째 열이 {\displaystyle Q}의 첫 {\displaystyle j}열들의 선형 결합인 사실은 {\displaystyle R}의 상삼각성에 대응한다.
- {\displaystyle Q}의 {\displaystyle n+1}번째 열과 {\displaystyle m}번째 열 사이의 열들은 {\displaystyle M}의 열들의 선형 생성의 직교 여공간의 정규 직교 기저를 이룬다.
- {\displaystyle i=1,\dots ,n}에 대하여, {\displaystyle R_{ii}\neq 0}. 즉, {\displaystyle R'}은 가역 행렬이다.
- {\displaystyle R_{ii}>0} ({\displaystyle i=1,\dots ,n})인 경우로 제한하면, {\displaystyle R}이나 {\displaystyle R'}은 유일하며, {\displaystyle Q'}도 유일하다. 이 경우, {\displaystyle R'}은 {\displaystyle A^{\dagger }A}의 숄레스키 분해의 상삼각 성분과 같다. 그러나 {\displaystyle Q''}은 부분 공간의 정규 직교 기저를 전체 공간의 정규 직교 기저로 확충하는 방법에 대응하므로, 일반적으로 유일하지 않다.

이에 따라, QR 분해는 일반적으로 유일하지 않으며, {\displaystyle \operatorname {rank} M=n}이라고 가정하더라도 {\displaystyle m>n}인 경우 유일하지 않다. 다만, 만약 {\displaystyle \operatorname {rank} M=n}이라면, {\displaystyle M}의 얇은 QR 분해는 유일하다. 특히, 가역 행렬의 QR 분해는 유일하다.

## 방법

### 그람-슈미트 과정
벡터 {\displaystyle \mathbf {a} _{1},\mathbf {a} _{2},\cdots ,\mathbf {a} _{n}\in \mathbb {R} ^{m}}이 일차독립이라 하자. 행렬 {\displaystyle A=[{\begin{array}{llll}\mathbf {a} _{1}&\mathbf {a} _{2}&\cdots &\mathbf {a} _{n}\end{array}}]} 에 대해, 그람-슈미트 직교정규화를 사용하면
{\displaystyle \mathrm {proj} _{\mathbf {e} }\mathbf {a} ={\frac {\left\langle \mathbf {e} ,\mathbf {a} \right\rangle }{\left\langle \mathbf {e} ,\mathbf {e} \right\rangle }}\mathbf {e} }
인 사영 연산자를 이용해서
{\displaystyle \mathbf {u} _{i}=\mathbf {a} _{i}-\sum _{j=1}^{i-1}\mathrm {proj} _{\mathbf {u} _{j}}\mathbf {a} _{i}}
{\displaystyle \mathbf {e} _{i}={\frac {\mathbf {u} _{i}}{\|\mathbf {u} _{i}\|}}}
와 같이 직교정규기저 {\displaystyle \{\mathbf {e} _{1},\mathbf {e} _{2},\cdots ,\mathbf {e} _{n}\}}를 얻을 수 있다.
{\displaystyle {\langle \cdot ,\cdot \rangle }}은  내적 {\displaystyle ,\;\;{\|{}\|}}는 노름
위 식을 다시 정리하면
{\displaystyle \mathbf {a} _{i}=\sum _{j=1}^{i}\langle \mathbf {e} _{j},\mathbf {a} _{i}\rangle \mathbf {e} _{j}}
가 되므로,
{\displaystyle Q=[{\begin{array}{llll}\mathbf {e} _{1}&\mathbf {e} _{2}&\cdots &\mathbf {e} _{n}\end{array}}]}
{\displaystyle R={\begin{pmatrix}\langle \mathbf {e} _{1},\mathbf {a} _{1}\rangle &\langle \mathbf {e} _{1},\mathbf {a} _{2}\rangle &\langle \mathbf {e} _{1},\mathbf {a} _{3}\rangle &\ldots \\0&\langle \mathbf {e} _{2},\mathbf {a} _{2}\rangle &\langle \mathbf {e} _{2},\mathbf {a} _{3}\rangle &\ldots \\0&0&\langle \mathbf {e} _{3},\mathbf {a} _{3}\rangle &\ldots \\\vdots &\vdots &\vdots &\ddots \end{pmatrix}}}
와 같이 놓으면 {\displaystyle A=QR}이 성립한다.

#### 예
{\displaystyle A={\begin{pmatrix}12&-51&4\\6&167&-68\\-4&24&-41\end{pmatrix}}}
정규 직교 행렬 {\displaystyle Q}는 {\displaystyle Q^{T}\,Q=I}의 성질을 갖고있고,
따라서,  {\displaystyle Q}는 다음과 같이 그람-슈미트 절차를 따라서,
{\displaystyle U={\begin{pmatrix}u_{1}&u_{2}&u_{3}\end{pmatrix}}={\begin{pmatrix}12&-69&-58/5\\6&158&6/5\\-4&30&-33\end{pmatrix}}}
{\displaystyle Q={\begin{pmatrix}{{u_{1}} \over {\|u_{1}\|}}&{{u_{2}} \over {\|u_{2}\|}}&{{u_{3}} \over {\|u_{3}\|}}\end{pmatrix}}={\begin{pmatrix}12/14&-69/175&-58/\left(5\times 35\right)\\6/14&158/175&6/\left(5\times 35\right)\\-4/14&30/175&-33/\left(1\times 35\right)\end{pmatrix}}={\begin{pmatrix}6/7&-69/175&-58/175\\3/7&158/175&6/175\\-2/7&6/35&-33/35\end{pmatrix}}}
그리고,
{\displaystyle Q^{T}A=Q^{T}Q\,R=R}
{\displaystyle R=Q^{T}A={\begin{pmatrix}14&21&-14\\0&175&-70\\0&0&35\end{pmatrix}}}
확인해보면,
{\displaystyle A=QR}이므로,
{\displaystyle {\begin{pmatrix}6/7&-69/175&-58/175\\3/7&158/175&6/175\\-2/7&6/35&-33/35\end{pmatrix}}\cdot {\begin{pmatrix}14&21&-14\\0&175&-70\\0&0&35\end{pmatrix}}={\begin{pmatrix}12&-51&4\\6&167&-68\\-4&24&-41\end{pmatrix}}}
{\displaystyle QR=A}이다.
{\displaystyle QR}분해 된다.
그러나,
분수에의한 부동소수점연산이 관계함으로  오차가 발생할 수 있다.

#### RQ 분해와의 관계
{\displaystyle RQ} 분해는 행렬 {\displaystyle A}를 상삼각행렬{\displaystyle R} (직각 삼각형이라고도 함) 및 직교 행렬{\displaystyle Q} 의 곱으로 변환한다. {\displaystyle QR}분해와의 유일한 차이점은 행렬의 순서이다.
{\displaystyle QR}분해는 첫 번째 열에서 시작된 {\displaystyle A} 행렬의 열의 그람-슈미트 직교화이다.
{\displaystyle RQ} 분해는 마지막 행에서 시작하는 {\displaystyle A} 행렬의 행의 그람-슈미트 직교화이다.

#### 장점과 단점
그람-슈미트 프로세스는 본질적으로 수치적으로 불안정할 수 있다. 투영법의 적용에는 직교화에 대한 주요한 기하학적 유추가 있지만 직교화 자체는 수치 오류가 발생하기 쉽다. 그러나 구현의 용이함이 중요한 장점이다. 사전 작성된 선형 대수 라이브러리(library)를 사용할 수 없거나 용이하지 않은 경우, 이 알고리즘을 프로토타입(prototype)에 사용할 수 있는 유용한 알고리즘으로 적용할 수 있다.

### 하우스홀더 방법
하우스홀더 리플렉터(하우스홀더 변환,Householder reflection)를 이용하여 한 열씩을 상삼각행렬로 바꾸어감으로써 {\displaystyle Q}와{\displaystyle R}을 구할 수 있다. 이 방법은 {\displaystyle Q}행렬을 하우스홀더 행렬의 곱으로 구해주기 때문에, 직접 {\displaystyle Q}를 구할 필요가 없을 때 유용하다.
또, 그람-슈미트 방법은 컴퓨터를 활용하여 계산할 때 0으로 계산되어야 하는 R의 성분이 0이 아닌 값들을 가지는 경우가 많다. 이는 그람-슈미트 방법은 분수의 연산을 수반하고 이에 따른 부동소수점 연산의 오차가 발생하기 때문이다. 크기가 작은 행렬에서는 이 문제가 크게 작용하지 않으나, 크기가 커질수록 오차도 커지게 된다. 때문에 오차를 줄이기 위해서 하우스홀더 변환을 사용하며 본질적으로 이 변환은 {\displaystyle R}의 특정 성분을 0으로 만들어 상삼각행렬이 되도록 하기 때문에 수치적으로 안정하다. 하지만, 새로운 0 성분을 만드는 모든 변환이 {\displaystyle Q}와 {\displaystyle R} 모두를 바꾸기 때문에 하우스홀더 변환 알고리즘은 대역폭이 넓고 병렬화가 불가능하다는 단점이 있다.

#### 예
{\displaystyle A={\begin{pmatrix}12&-51&4\\6&167&-68\\-4&24&-41\end{pmatrix}}}
먼저 행렬 {\displaystyle A} 의 첫 번째 열을 벡터로 변환하는 리플렉션을 찾아야한다. 
{\displaystyle \|{a}_{1}\|\;{e}_{1}=(14,0,0)^{T}}에서,
벡터 {\displaystyle {a}_{1}=(12,6,-4)^{T}}
{\displaystyle {u}={x}-\alpha {e}_{1}}
{\displaystyle {v}={{u} \over \|{u}\|}}
{\displaystyle \alpha =14}
{\displaystyle {x}={a}_{1}=(12,6,-4)^{T}}
따라서,
{\displaystyle {u}=(-2,6,-4)^{T}=({2})(-1,3,-2)^{T}}
{\displaystyle {v}={{(-1,3,-2)^{T}} \over {\sqrt {14}}}}
하우스홀더 행렬 {\displaystyle Q=I-2{{vv^{T}} \over {1}}}에서,
{\displaystyle Q_{1}=I-2{{\begin{pmatrix}-1\\3\\-2\end{pmatrix}} \over {\sqrt {14}}}{{\begin{pmatrix}-1&3&-2\end{pmatrix}} \over {\sqrt {14}}}}
{\displaystyle Q_{1}=I-{2 \over {\sqrt {14}}{\sqrt {14}}}{\begin{pmatrix}-1\\3\\-2\end{pmatrix}}{\begin{pmatrix}-1&3&-2\end{pmatrix}}}
{\displaystyle =I-{1 \over 7}{\begin{pmatrix}1&-3&2\\-3&9&-6\\2&-6&4\end{pmatrix}}}
{\displaystyle ={\begin{pmatrix}6/7&3/7&-2/7\\3/7&-2/7&6/7\\-2/7&6/7&3/7\\\end{pmatrix}}.}
확인해보면,
{\displaystyle Q_{1}A={\begin{pmatrix}14&21&-14\\0&-49&-14\\0&168&-77\end{pmatrix}}}
삼각행렬에 접근하고 있음을 알 수 있다.
{\displaystyle 3}행{\displaystyle 2}열에서 {\displaystyle (3,2)}의 성분 값을 {\displaystyle 0}으로 만들면 상삼각행렬을 얻게 된다.
{\displaystyle (1,1)} 소행렬식에서 다시 위의 절차를 반복해보면,
{\displaystyle A'=M_{11}={\begin{pmatrix}-49&-14\\168&-77\end{pmatrix}}}
위와 같은 방법으로 하우스홀더 변환(Householder transformation)된 행렬을 얻고,
{\displaystyle Q_{2}={\begin{pmatrix}1&0&0\\0&-7/25&24/25\\0&24/25&7/25\end{pmatrix}}}
{\displaystyle Q_{1},Q_{2}}에서 각각 전치행렬을 수행한 후 프로세스가 올바르게 작동하는지 확인해보고,
{\displaystyle Q_{1}=Q_{1}^{T},Q_{2}=Q_{2}^{T}}
그리고나서,
{\displaystyle Q=Q_{1}^{T}Q_{2}^{T}={\begin{pmatrix}6/7&-69/175&58/175\\3/7&158/175&-6/175\\-2/7&6/35&33/35\end{pmatrix}}}
그리고,
{\displaystyle Q=Q_{1}^{T}Q_{2}^{T}={\begin{pmatrix}0.8571&-0.3943&0.3314\\0.4286&0.9029&-0.0343\\-0.2857&0.1714&0.9429\end{pmatrix}}}
{\displaystyle R=Q_{2}Q_{1}A=Q^{T}A={\begin{pmatrix}14&21&-14\\0&175&-70\\0&0&-35\end{pmatrix}}}
행렬 {\displaystyle Q}는 직교행렬이고 {\displaystyle R} 은 상삼각행렬이되고 {\displaystyle QR=A}로 {\displaystyle QR} 분해된다.

### 기븐스 회전
기븐스 행렬은 특정위치에서 성분값을 {\displaystyle 0}으로 조작할 수 있는 방법으로 기븐스 회전을 제공한다.
이것은 임의의 행렬을 직교행렬과 특정위치의 성분값이 {\displaystyle 0} 인 상삼각행렬로 분해되게 유도할 수 있게된다.

#### 예
{\displaystyle A={\begin{pmatrix}a_{11}&a_{12}&a_{13}\\a_{21}&a_{22}&a_{23}\\a_{31}&a_{32}&a_{33}\end{pmatrix}}}
{\displaystyle A={\begin{pmatrix}12&-51&4\\6&167&-68\\-4&24&-41\end{pmatrix}}}
{\displaystyle \mathbf {a} _{31}=-4}
{\displaystyle G_{1},(12,-4)}
{\displaystyle \theta =\arctan \left({-(-4) \over 12}\right)}
{\displaystyle G_{1}={\begin{pmatrix}\cos(\theta )&0&-\sin(\theta )\\0&1&0\\\sin(\theta )&0&\cos(\theta )\end{pmatrix}}}
{\displaystyle ={\begin{pmatrix}0.94868...&0&-0.31622...\\0&1&0\\0.31622...&0&0.94868...\end{pmatrix}}}
{\displaystyle G_{1}\cdot A}는 {\displaystyle \mathbf {a} _{31}=0}으로 조작된다.
{\displaystyle G_{1}A={\begin{pmatrix}12.64911...&-55.97231...&16.76007...\\6&167&-68\\0&6.64078...&-37.6311...\end{pmatrix}}}
{\displaystyle G_{2}} 그리고 {\displaystyle G_{3}} 도 이러한 절차를 반복한다.
{\displaystyle a_{21}=0} 그리고 {\displaystyle a_{32}=0}으로 조작된다.
결과로 상삼각행렬{\displaystyle R}을 얻는다.
따라서,
{\displaystyle G_{3}\cdot G_{2}\cdot G_{1}=Q^{T}}
{\displaystyle G_{3}G_{2}G_{1}A=Q^{T}A=R}
{\displaystyle \left(Q^{T}\right)^{T}=Q}
직교행렬에서,
{\displaystyle Q^{T}=Q^{-1},QQ^{T}=Q^{T}Q=I}
그리고, {\displaystyle QR=A}이다.
{\displaystyle A=QR}로 분해된다.

## 같이 보기
- LU 분해
- 특잇값 분해

## 참고 문헌
1. ↑  Lay, David C. (2012). 《Linear Algebra and Its Applications》 4판. Pearson Education. ISBN 978-0-321-38517-8.
2. 1 2  Golub, Gene H.; Van Loan, Charles F. (2013). 《Matrix computations》. Johns Hopkins Studies in the Mathematical Sciences (영어) 4판. Baltimore: The Johns Hopkins University Press. ISBN 978-1-4214-0794-4. LCCN 2012943449. MR 3024913. Zbl 1268.65037.